# 橋本竹下
橋本 竹下（はしもと ちっか、寛政2年1月21日（1790年3月6日） - 文久2年3月4日（1862年4月2日））、江戸時代後期の商人。屋号は角灰屋（加登灰屋とも）、通称（名跡）は吉兵衛。のち通称を荘右衛門に改める。諱は徳聴。名は旋。字は元吉。竹下は号。
角灰屋7代目橋本吉兵衛徳聴。尾道商人の灰屋橋本家一族の本家にあたる灰屋（角灰屋）橋本吉兵衛家の当主であり、当時尾道最大の豪商。尾道町年寄を担った。菅茶山や頼山陽に師事した漢文学者。本因坊秀策を見出し、平田玉蘊を支援した。

## 来歴
寛政2年備後国三原（現広島県三原市）の川口伴亀の第2子として生まれる。のち乞われて、備後国尾道（現広島県尾道市）の角灰屋6代目橋本吉兵衛徳貞の養子となる（徳貞の妻が三原川口家の生まれ）。島居實斎に句読を習い、菅茶山の廉塾で学び、次いで京都に出て頼山陽に学ぶ。
文化5年（1808年）徳貞が没し、19歳で家督を継ぐ。と同時に19歳で町年寄となる。
尾道は広島藩領最大の港町であり、灰屋橋本家一族は灰屋次郎右衛門の廻船問屋からはじまり、一族で廻船問屋や金融業・醸造業などを営んだ。その分家だった角灰屋吉兵衛家は金融業で財を成すと次第に他の灰屋一族を凌駕するようになり、徳貞の代の頃に灰屋一族の本家の地位を確立した。そして角灰屋は文化文政年間から天保年間（1804年-1844年）にかけて、つまり徳聴（竹下）の代の頃に経営発展を遂げている。（その経営は番頭の比重が大きかったと言われている。）
- 尾道に安永9年（1780年）問屋座会所が設置された[12]。これは尾道の荷受問屋らに仕切銀の貸付を行う機関である[9]。
- 角灰屋の本業は金穀貸付業、他国の廻船で尾道に荷揚げされた米穀・綿・魚肥（干鰯）・煙草・茶などを担保とする為替銀貸付、である[7]。問屋座会所が設置されて以降、角灰屋は金穀貸付から家屋敷を担保とする貸付や証文・手形による貸付に変わった[10][7]。そして家屋敷や塩田などの不動産を扱うようになる[10]。
- 所有した各塩田に支配人を置いて塩田経営を行うようになる[10]。東野村（現三原市糸崎）沖に新開を造成し、元締所を置いて塩田経営の拠点とした[10][13]（三原天保浜[10]あるいは天保新開[13][11]）。

天保の大飢饉に際し、天保5年（1834年）難民救済事業として橋本家の菩提寺である慈観寺の本堂再建を行った。その報酬によって、尾道では餓死者は一人も出さなかったという。塩田経営の拠点だった三原糸崎の天保新開も、元々は天保飢饉後の難民救済事業として行われたものである。角灰屋が不動産業を営むきっかけは、このような窮民対策であったとも言われている。
50歳のとき失明してしまうも、詩文の創作を止めることはなかった。弘化3年（1846年）頃隠居し、長男の橋本吉兵衛徳温（橋本静娯）が跡を継いだ。通称を荘右衛門に改める。文久2年死去。72歳没。墓地は慈観寺にある。

## 人物
「学を好み、詩文に秀で、風流洒落ある紳士、身分の高低問わず、誰にでも礼をもって接し、人々から慕われる君子」という竹下の人物評が残る。
尾道の豪商は、邸宅あるいは風光明媚な場所に茶室や庭園がある別邸を建てた。これはのちに「茶園」を呼ばれるようになる。そして豪商たちが中心になって茶園で詩会・茶会などを開くサロン・文化的サークルが存在した。また竹下が師事していた菅茶山は他の商人にも師事され、全国的に名が知られていた茶山の元には全国から文人墨客が訪れ、その足で茶山と客は尾道に向かい茶園で商人たちにもてなされていた。そうしたことから尾道の商人は当代を代表する文化人と交遊していた。
現在尾道市久保2丁目にある「爽籟軒」が角灰屋橋本吉兵衛家の茶園になる。その茶室「明喜庵」は妙喜庵の写しとされ創建は嘉永3年（1850年）、つまり竹下が隠居した頃に建てられたことになる。茶山は「橋本氏の別業に同宿する」（別業＝別荘）という漢詩を残している。竹下と文化人との交流には爽籟軒が大きな役割を果たしたと考えられている。

文学のこみち（千光寺）にある「瘞紅碑」。天保5年（1835年）内海自得斎・田能村竹田・竹下・亀山伯秀らが千光寺に登り、花瓶に花を推して楽しみ、残花を千光寺玉の岩の基に埋めて詩を詠み、その詩を石に刻んで碑とした。

- 竹下は頼山陽のよき理解者として物心両面から支援した[4]。頼家の本家は竹原にあり、京都を拠点に活動していた山陽が竹原に戻るときには必ず尾道の竹下を訪ねていた[1]。しばしば長期間の滞在になったという[1]。茶山は「橋元吉諸子を携え、子成を送って遂に同じく草堂を過ぐ」（橋元吉＝竹下、子成＝山陽、草堂＝茶山宅＝廉塾）という詩を残している[16]。文政12年（1829年）竹下邸へ宿泊していた山陽はそこで『耶馬渓図』を描き贈っている[1]。
- 棋聖・本因坊秀策を見出したのが竹下である。因島で母親に囲碁を教わった秀策が、5歳のときに生まれて初めて他人と対局した[18]。その相手が竹下であり、竹下は秀策の才能に驚き、以降生涯にわたり秀策を支援した[18]。秀策は三原城主浅野忠敬と対局して以降城に出仕することになるが[18]、この対局を仲介したのも竹下である[1]。秀策は竹下のことを「茶園の大人」と呼び終生尊崇の念を持ち続けた[1]。
- 日本初の女流職業画家とも称される平田玉蘊に支援と交流を続けた[1]。慈観寺にある玉蘊作の襖絵『桐鳳凰図』は、天保5年（1834年）竹下が慈観寺の本堂再建を行った際に描いたと言われている[19]。
- 文化7年（1810年）新宮涼庭は長崎へ向かう途中に菅茶山を訪れその足で尾道に向かった。このときに竹下邸で玉蘊・玉葆姉妹の描いた絵を観ている[1]。
- 文政6年（1823年）田能村竹田が初めて尾道を訪れる[1]。これに竹下・亀山夢研らが迎える[1]。竹田は2度玉蘊を訪ねている[1]。天保5年（1834年）にも竹田は尾道に訪れ半年滞在した[1]。この際に「瘞紅碑」が建立された[1]。

竹下の漢詩集『竹下詩鈔』は、子の静娯と孫の海鶴が編纂し1884年（明治17年）刊行している。この序文は菊池五山・梁川星巌・宮原節庵、跋文は宇都宮龍山・頼支峰が執筆している。

## 親族
直系（橋本家当主）
- 子 （8代目）橋本吉兵衛徳温（徳光） - 竹下の長男。隠居後に橋本静娯に改名。第六十六国立銀行当初の筆頭株主および初代頭取[10][15]。
- 孫 （9代目）橋本吉兵衛徳清 - 静娯の四男（上の男3人夭折[20]）。号は海鶴。（株）第六十六銀行/芸備銀行頭取。貴族院議員[10][21]。
- 曾孫 橋本龍一 - 海鶴の長男。芸備銀行/広島銀行頭取[10][21]。（官選第14代）尾道市長。
- 玄孫 橋本宗利 - 龍一の長男。広島銀行副頭取。広島ホームテレビ社長[10]。

他
- 曾孫 橋本太吉 - 静娯の孫。分家の灰屋（東灰屋）橋本次郎右衛門家の当主（11代目）。尾道造酢（株）初代社長。衆議院議員[22][23][24]。

以上のように、橋本家は広島銀行の歴史に関与している。
龍一とアヲハタの廿日出要之進が偶然出会い、龍一が「娘婿（尾道造酢社長 神田恒治）が酢を造っているのだが」と話しかけたことがきっかけとなり、尾道造酢と廿日出が役員を務めていたキユーピーとの関係が始まった。西府産業（のちのキユーピー醸造）初代社長には神田恒治が就任している。2024年時点の尾道造酢社長である神田千賀子は恒治の娘（竹下の来孫）になる。

## 参考資料
- 西向宏介「近世尾道商人の系譜と展開－橋本家文書の基礎的考察－」（PDF）『広島県立文書館紀要』第16巻、広島県立文書館、2022年3月、71-104頁、2024年11月29日閲覧。
- 松村敏「近代日本における名望家的地方資産家の存在形態―広島県尾道・橋本家の事例―」（PDF）『商経論叢』第53巻第4号、神奈川大学経済学会、2018年8月、109-147頁、2024年11月29日閲覧。
- “第２章　尾道市の維持及び向上すべき歴史的風致” (PDF).   尾道市. pp. 89-122. 2024年11月29日閲覧。